# Knautia subcanescens
Knautia subcanescens är en tvåhjärtbladig växtart som beskrevs av Jordan. Knautia subcanescens ingår i släktet åkerväddar, och familjen Dipsacaceae. Inga underarter finns listade i Catalogue of Life.